# Lähmung
Unter einer Lähmung oder Plegie (altgriechisch πληγή plēgḗ, deutsch ‚Schlag‘, ‚Lähmung‘) versteht man einen vollständigen Funktionsausfall von Skelettmuskeln im Sinne einer Gliederlähmung. Als Synonym verwendet man oft auch den Begriff der Paralyse (zu altgriechisch παράλυσις parálysis, deutsch ‚Lähmung‘, ‚Erstarrung‘), der aber weiter gefasst ist und auch Muskel- bzw. Nervengruppen einschließt, die nicht das Skelettsystem bewegen (z. B. bei Hirnnerven Bulbärparalyse, Argyll-Robertson-Paralyse, bei Glatter Muskulatur paralytischer Ileus). Eine unvollständige Lähmung dagegen wird als Parese bezeichnet, wobei in diesem Fall noch einmal zwischen „spastischen“ Paresen mit krankhaft erhöhtem Muskeltonus und „schlaffen“ Paresen mit krankhaft verringertem Muskeltonus unterschieden wird.

## Entstehung und Formen
Paralysen können für einzelne Muskeln oder Muskelgruppen auftreten, wenn der sie versorgende Nerv oder dessen Wurzelzellen im Rückenmark zerstört sind. Plegien ganzer Gliedmaßen oder Gliedmaßenabschnitte treten beispielsweise beim spinalen Querschnittsyndrom auf. Beim Menschen kommen sie, infolge der großen Bedeutung der Pyramidenbahn, auch bei Schäden des motorischen Cortex vor (früher mit dem Begriff der „Gehirnerweichung“ benannt. Vgl. progressive Paralyse). Einzelne Muskelgruppen können auch durch eine Schädigung der sie innervierenden Nerven des Plexus brachialis und Plexus lumbosacralis ausfallen.
Über die Zerstörung von Nerven oder Nervenzellen hinaus können Lähmungen aber auch auf die Wirkung von Neurotoxinen zurückzuführen sein, wobei sogen. „Krampfgifte“ wie z. B. Tetanustoxin zu „spastischen“, sogen. „Lähmgifte“ wie z. B. Curare oder Botulinumtoxin dagegen zu „schlaffen“ Lähmungen führen.

### Monoplegie
Als Monoplegie wird die vollständige Lähmung einer Gliedmaße oder eines Gliedmaßenabschnitts bezeichnet.

### Paraplegie
Mit Paraplegie wird die vollständige Lähmung beider (Hinter-)Beine oder beider Arme (Vorderbeine) bezeichnet.

### Hemiplegie
Eine Hemiplegie ist die vollständige Lähmung einer Körperseite. Der Begriff wird auch für Organe außerhalb des Bewegungssystems, z. B. für die halbseitige Kehlkopflähmung verwendet. Verwendet wird auch synonym das Wort Halbseitenlähmung, obwohl eine der beiden Körperseiten vollständig (nicht nur halb) betroffen ist.

### Tetraplegie
Die Tetraplegie ist die vollständige Lähmung aller vier Gliedmaßen, meist nach Verletzung des Rückenmarks im Bereich der Halswirbelsäule.

### Panplegie
Bei der Panplegie ist die gesamte Körpermuskulatur gelähmt. Im amerikanischen Sprachraum wird bereits die vollständige Lähmung aller vier Extremitäten (also die Tetraplegie) als Panplegie bezeichnet.

## Einteilung des Kraftgrads
Klinisch wird die Ausprägung der Lähmung oft anhand der semiquantitativen MRC-Skala bestimmt:
- 0/5: Keine Kontraktion (Plegie)
- 1/5: sichtbare Kontraktion ohne Bewegung
- 2/5: Bewegung bei Aufhebung der Schwerkraft möglich (z. B. Arm im Liegen seitlich bewegen)
- 3/5: Bewegung gegen die Schwerkraft
- 4/5: Bewegung gegen Widerstand
- 5/5: Normale Kraft

## Therapie
Einen Therapieansatz stellt die funktionelle Elektrostimulation (FES) dar (direkten Muskelstimulation). Diese vermindert zumindest die Muskelatrophie, beseitigt aber die Nervenschädigung nicht.
Bei Hemiplegie nach Schlaganfall sollte Physiotherapie eingesetzt werden, um die „betroffene Seite“ des Patienten wieder zu aktivieren. Dazu wird häufig das Bobath-Konzept eingesetzt, ein 24-Stunden-Konzept, in das möglichst das gesamte mit dem Patienten befasste therapeutische Personal einbezogen wird. Häufig sind Gehirnareale betroffen, in denen sich Programme zur Steuerung des Bewegungsapparates befinden. Klinische Studien belegen den hohen Stellenwert von Orthesen in der Schlaganfallrehabilitation. Therapiebegleitend sollte deshalb eine rasche Hilfsmittelversorgung mit Orthesen erfolgen. Mit einer Orthese soll frühzeitig physiologisches Stehen und Gehen wieder erlernt werden, zudem können Folgeerscheinungen durch ein falsches Gangbild verhindert werden.
Weiterhin wird bei schlaffen Plegien oftmals Ergotherapie als Therapieform eingesetzt. Hierbei wird bei einer vollständigen, schlaffen Lähmung eine Gelenksmobilisation verwandt, die einer Versteifung der Gelenke und der totalen Unterversorgung entgegenwirkt. Die prophylaktische Mobilisation zur Vorbeugung gegen Gelenksversteifungen ist unerlässlich, weil ein Wiedererlangen der Nervenfunktionen nie ausgeschlossen werden kann.

## Siehe auch

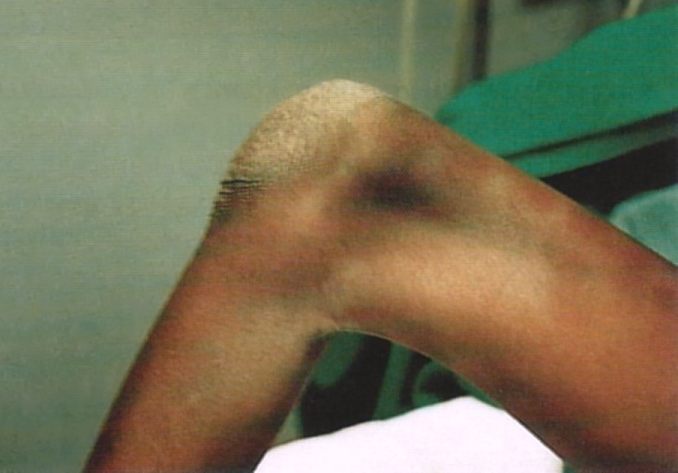
Kniebeugekontraktur bei Lähmung beider Beine